# Diictodontia

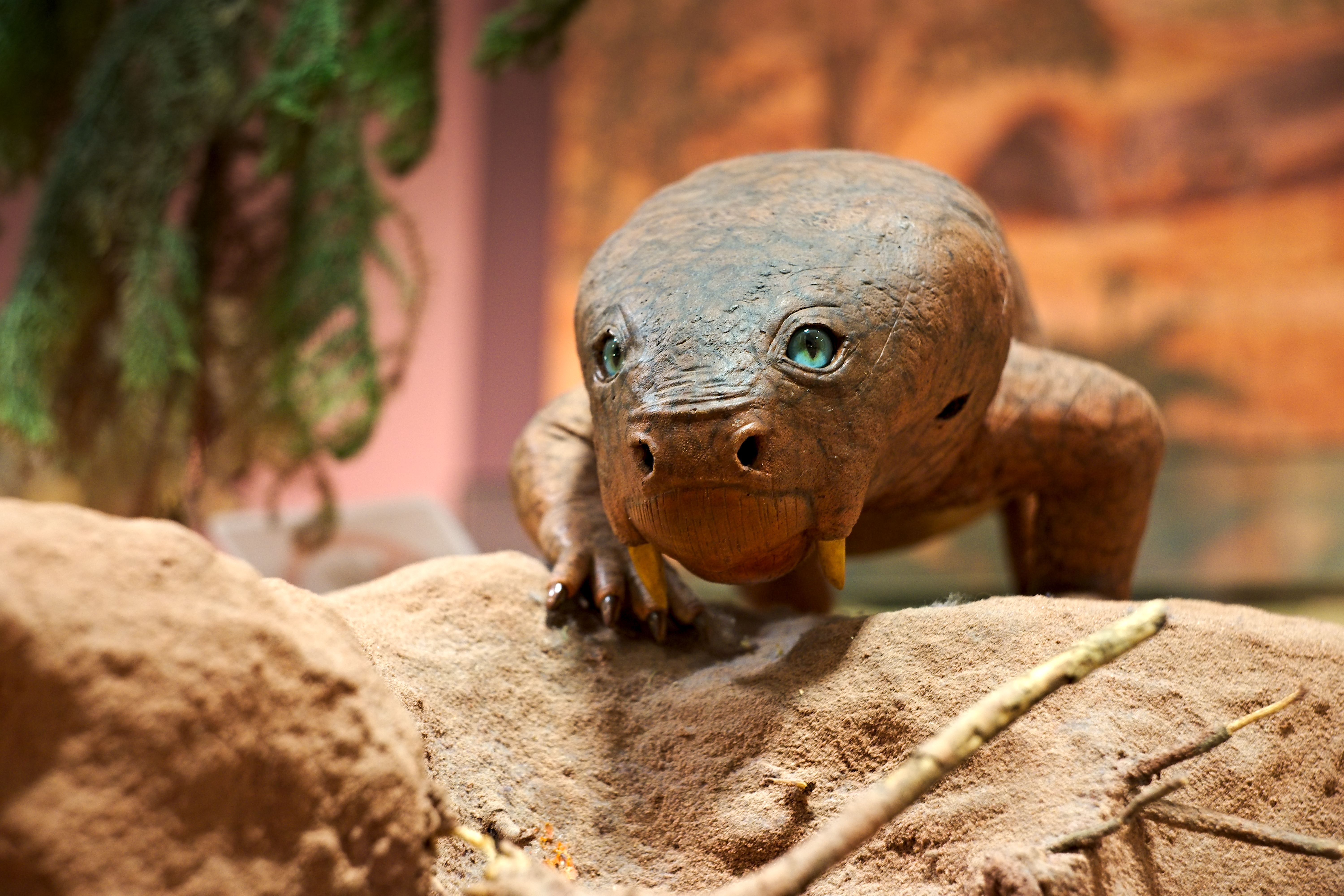
Un modelo del género Diictodon.

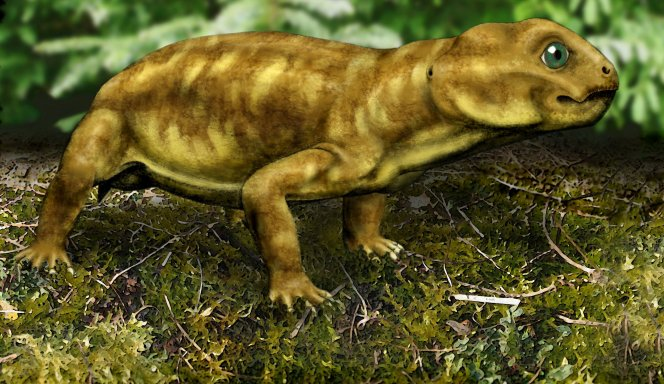
Myosaurus, un Emidopido.

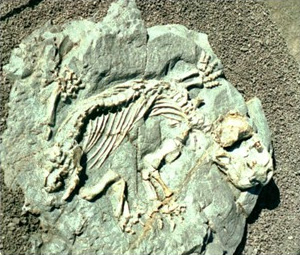
Un fósil de Diictodon.

Diictodontia es un infraorden de herbívoros dicinodontos del Pérmico que vivieron en lo que ahora es Sudáfrica. Este grupo está compuesto de tres Familias diferentes; Diictodontidae (la familia tipo), Emydopidae, y Robertiidae.
El clado fue catalogado como perteneciente a los dicinodontes por Robert L. Carroll en 1988.